# コンラト2世シヴィ
コンラト2世シヴィ（Konrad II Siwy, 1340年頃 - 1403年6月10日）は、オレシニツァ、コジュレ、ビトム半国の公（在位：1366年 - 1403年）、シチナヴァ半国の公（在位：1396年 - 1403年）。オレシニツァ公コンラト1世の一人息子、母はコジュレ＝ビトム公ヴワディスワフの娘エウフェミア。灰公（Siwy）の異称で呼ばれた。
父が1366年に死ぬとその遺領をすべて相続した。コンラト2世の治世についてはよく知られていない。1377年、コンラト2世は同名の息子コンラト3世を共同統治者とした。1397年には、ジャガン＝グウォグフ公ヘンリク8世よりシチナヴァ半国を遺贈されている。
1354年2月23日、チェシン公カジミェシュ1世の3女アグニェシュカ（1338年 - 1371年4月27日）と結婚し、一人息子をもうけた。
1. コンラト3世（1359年頃 - 1412年12月28日）